# Victoria HC

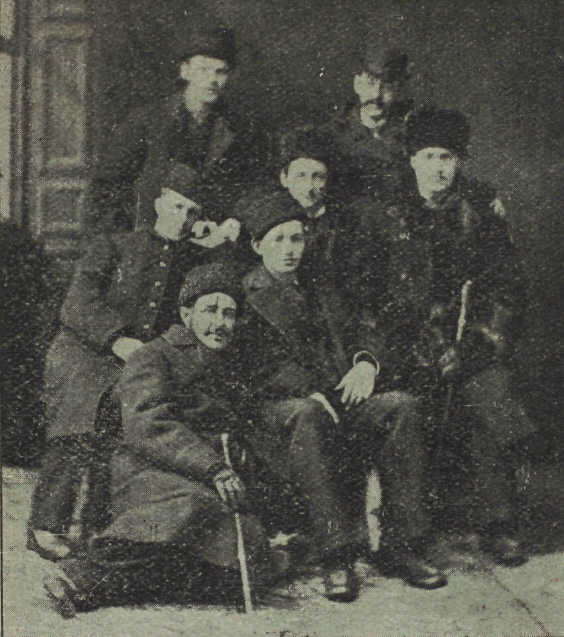
Fotografi från Quebec 1881.

Victoria Hockey Club, även kallat Montreal Victorias, var ett amatörishockeylag i Montréal, Kanada. Bildandet kan dateras till antingen 1874, 1877 eller 1881, vilket gör den till antingen den första eller andra organiserade ishockeyklubben efter McGill Redmen från McGill University.
Victoria HC spelade sina hemmamatcher på egen rink, Victoria Skating Rink i Montreal. Laget vann Stanley Cup 1895 och behöll sedan titeln, förutom under en period mellan 1896 och 1899. Klubben förblev ett amatörlag, medan andra lag i Kanada blev professionella 1908. Klubben tilldelades ursprungligen den första upplagan av Allan Cup, innan den övertogs av Ottawa Cliffsides, och fortsatte spela fram till 1939, efter lagets 65:e säsong.
Några berömda spelare som representerade klubben var Mike Grant, Graham Drinkwater, Russell Bowie och Blair Russel.

## Historik

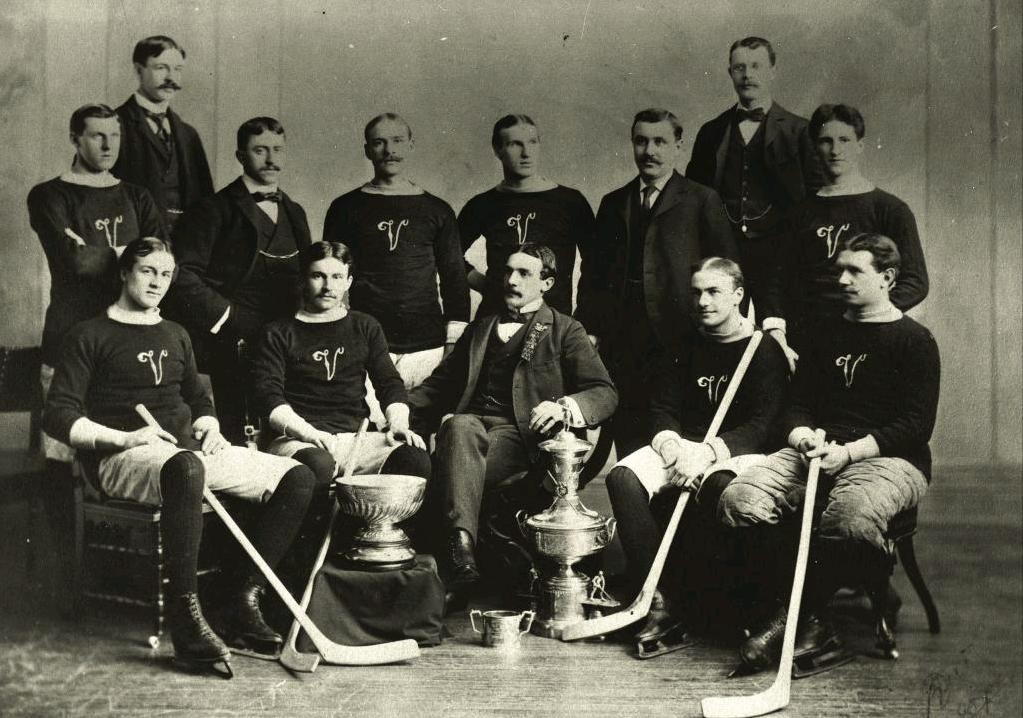
Laget som Stanley Cup-mästare 1897.

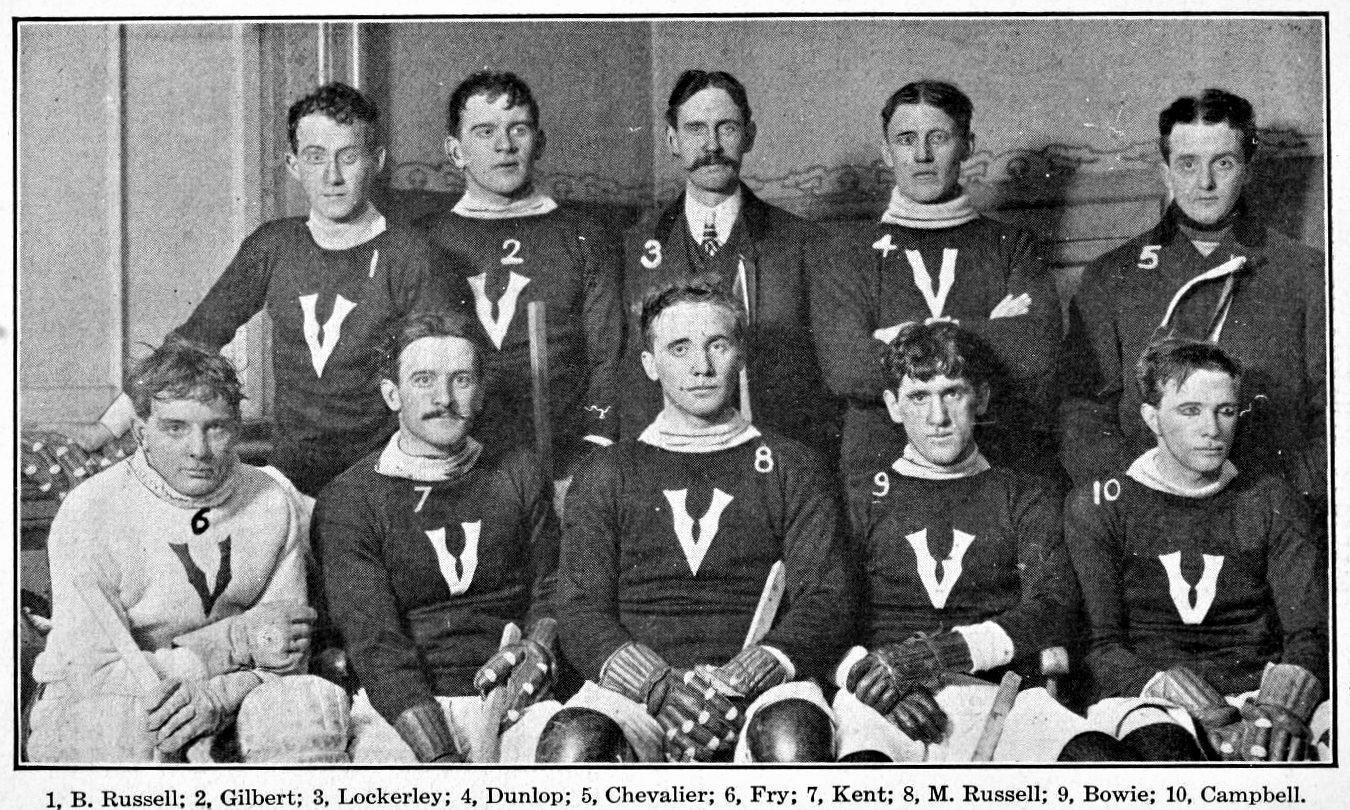
Montreal Victorias omkring år 1905.

Klubben for på Sverige-besök i februari 1927 och mötte svenska lag. Det var första gången Sverige fick kanadensiskt ishockeybesök. Victoria HC vann alla fem matcherna i utklassningsstil, med den totala målskillnaden 63-7 men anses ha betytt mycket för spridningen av ishockeysportens popularitet i Sverige, och drog mycket publik, bland annat mötte man Södertälje SK. I mötet med en svensk landslagskombination vann man med 17-1 inför 6 000 åskådare på Stockholms stadion. Laget besegrade under turnén även IK Göta (5-0 och 19-3), Djurgårdens IF (6-3) och Södertälje SK (6-0) innan man for vidare till Centraleuropa.

### Fotnoter
1. ↑  Stanley Cup All-Time Champions and Finalists nhl.com
2. 1 2  Farrell, Arthur (1899). Hockey: Canada's Royal Winter Game
3. 1 2  McNeil, Marc (31 december 1939). ”Casual Closeups”. Montreal Gazette:  s. 16. http://news.google.co.uk/newspapers?id=P3ktAAAAIBAJ&sjid=rpgFAAAAIBAJ&pg=6698,5465943&dq=montreal+victorias+hockey&hl=en.
4. ↑  ”After the Puck”. The Globe:  s. 9. 22 november 1899.
5. ↑  Sportbladet 15 februari 2002 - Kanadickerna vi älskar att hata...
6. ↑  Svenska ishockeyförbundet - Visste du att? Arkiverad 10 oktober 2006 hämtat från the Wayback Machine.
7. ↑  ”Hockeyarchives”. http://www.passionhockey.com/hockeyarchives/amical1927.htm. Läst 17 september 2011.